# Brasserie de la Senne
La Brasserie de la Senne (De Zennebrouwerij en néerlandais) est une brasserie artisanale belge située à Bruxelles dans l'ancien site industriel de  Tour & Taxis. Elle est l'une des six brasseries de production bruxelloises.

## Historique
Une microbrasserie nommée Sint-Pieter Brouwerij  est créée en 2003 à Leeuw-Saint-Pierre (Brabant flamand) dans l’ancien dépôt de la brasserie Moriau par Bernard Leboucq et Yvan De Baets. La première bière s'appelle Zinnebir en référence avec la Zinneke Parade, événement pour lequel elle avait été créée par Bernard Leboucq en 2002. Mais, la production augmentant régulièrement, les lieux deviennent trop exigus et les brasseurs continuent à produire leurs bières dans différentes brasseries de la région, le temps d'aménager une brasserie à Molenbeek-Saint-Jean. Le premier brassin est produit le 22 décembre 2010 dans cette brasserie appelée Brasserie de la Senne, faisant référence à la rivière qui traverse Bruxelles. 
Les étiquettes au graphisme original et très coloré s'inspirent de l'imagerie des années 1920-1930 et mettent en scène l'humour bruxellois. Elles sont dessinées par Jean Goovaerts qui fut coréalisateur de la Minute du Chat avec Philippe Geluck.
En 2012, la brasserie a remporté le premier prix du meilleur artisan bruxellois.

## Bières
Les bières d'une certaine amertume sont brassées à l’ancienne, sont non filtrées, non pasteurisées et exemptes de tout additif.
Cinq bières régulières :
- Stouterik, stout titrant 4,5 % en volume d'alcool.
- Taras Boulba, bière blonde titrant 4,5 % en volume d'alcool.
- Zinnebir, bière blonde titrant 6 % en volume d'alcool.
- Jambe-de-Bois, bière triple légèrement cuivrée titrant 8 % en volume d'alcool.
- Brusseleir titrant 8 % en volume d'alcool.

Deux bières de saison :
- Brussels Calling, bière blonde titrant 5 % en volume d'alcool.
- X-Mas Zinnebir, bière brune de Noël titrant 7,8 % en volume d'alcool.

Les différentes bières de la brasserie de la Senne sont principalement vendues à Bruxelles et, ensuite, en Belgique. L’exportation, volontairement limitée, existe vers une douzaine de pays et principalement vers les États-Unis, l’Italie et le Japon.

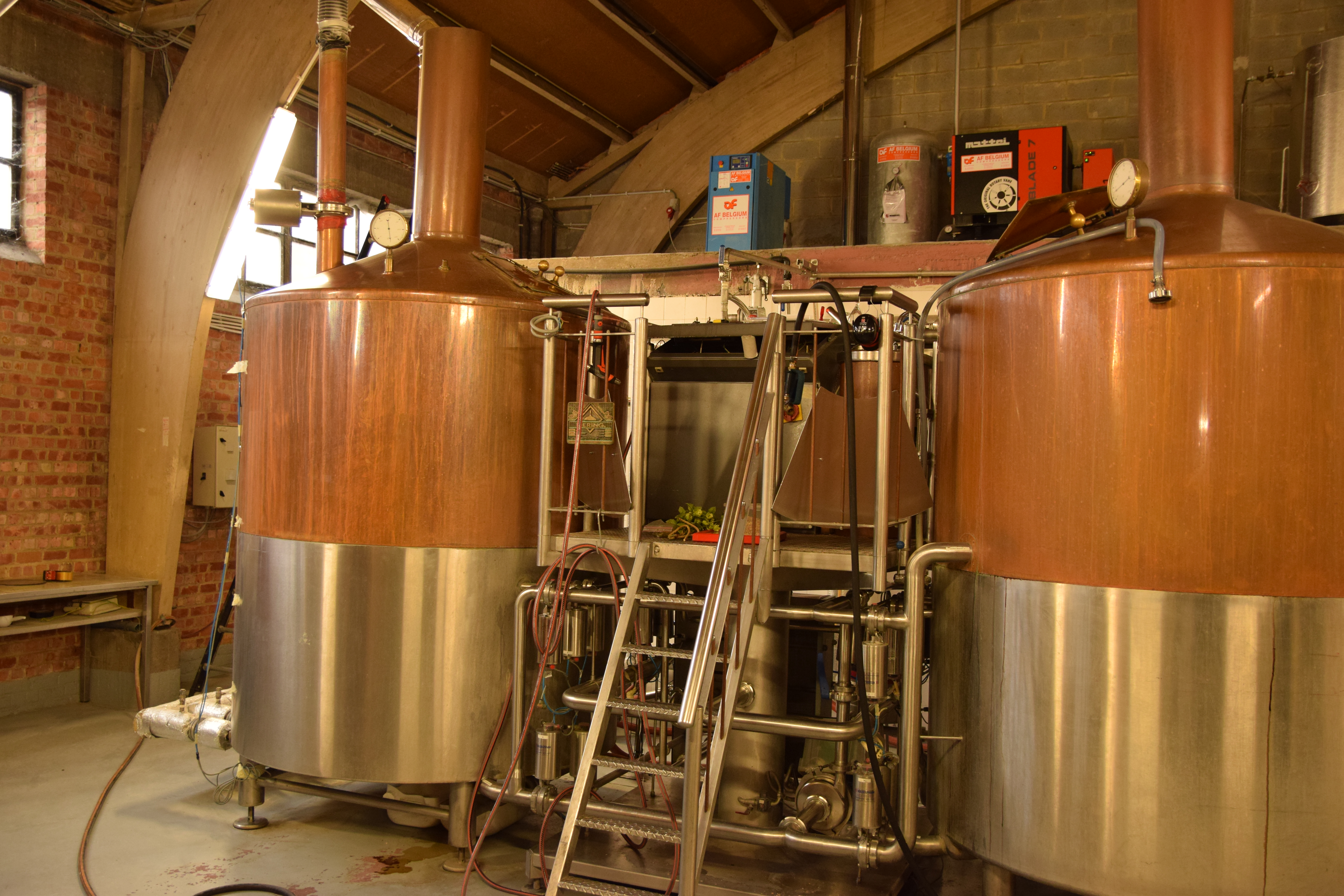
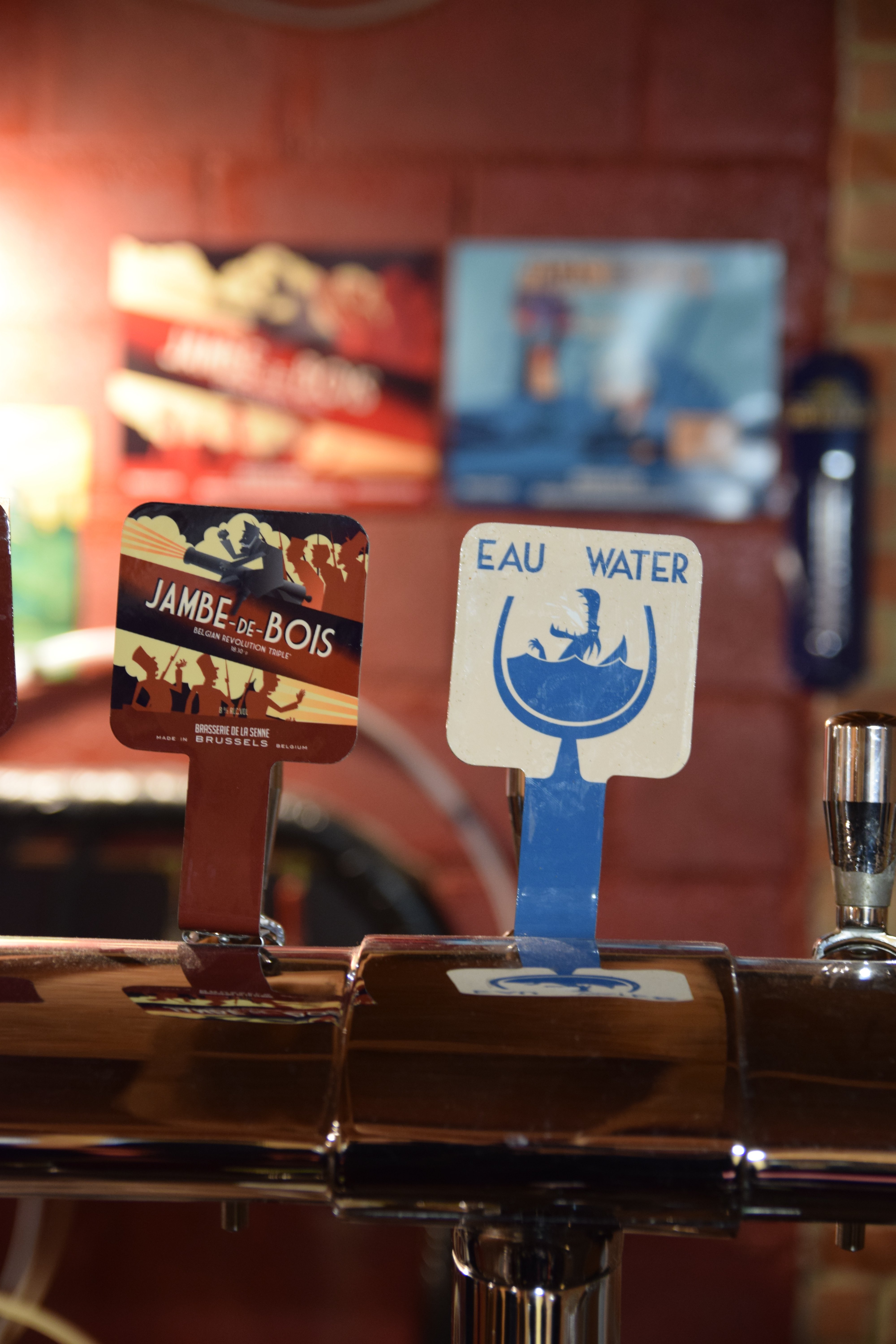
Le bar
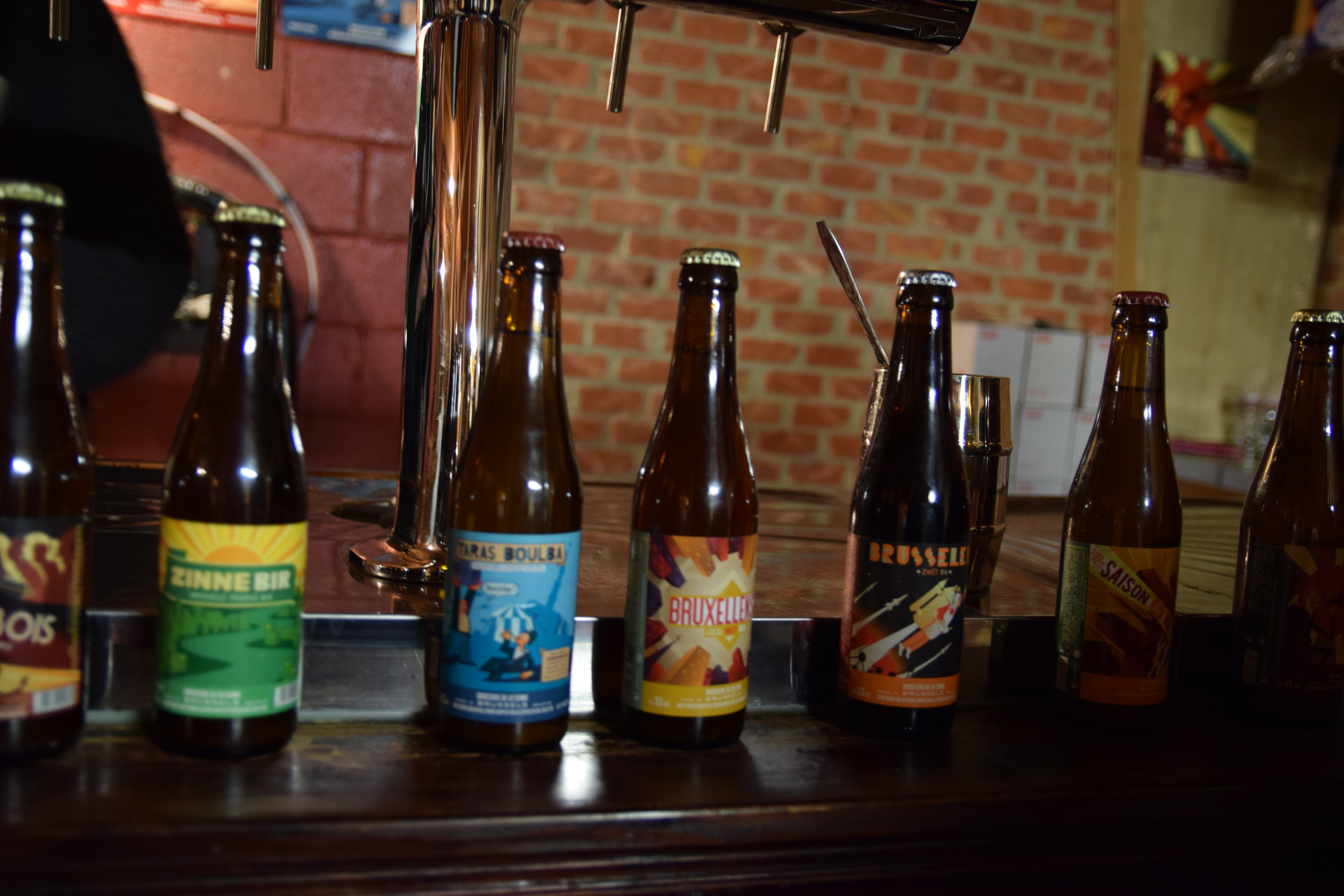
Quelques bières